# 旭川市立東陽中学校
旭川市立東陽中学校（あさひかわしりつとうようちゅうがっこう）は、北海道旭川市豊岡2条に所在する公立中学校。
生徒360名（2024年現在）

## 沿革
年表
- 1978年（昭和53年）- 旭川市立東陽中学校が開校[2]。
- 1985年（昭和60年）- 校舎増改築第四期工事完了、校舎完成[2]。
- 1987年（昭和62年）- 愛宕中学校と分離[2]。
- 1988年（昭和63年）- 多目的教室を増設[2]。
- 1996年（平成8年）- 学校開放事業の関連施設完成、学校開放事業を開始[2]。
- 2003年（平成15年）- 特別支援学級（知的）を開設[2]。
- 2006年（平成18年）- 特別支援学級（情緒）を開設[2]。
- 2011年（平成23年）- 体育館耐震改修工事完成[2]。
- 2012年（平成24年）- 特別支援学級（病弱）を開設[2]。

## 教育目標
- 「明日を拓く」 豊かな心、活きた知性、たくましい体[3]

## 学校行事
学校行事は以下の通り。
- 4月 - 1学期始業式、入学式、学力テスト
- 5月 - 修学旅行（3年）、遠足（1年）、体育祭
- 6月 - 中間テスト
- 7月 - 宿泊研修（2年）、1学期終業式、夏季休業
- 8月 - 2学期始業式、期末テスト
- 9月 - 学力テストA（3年）、学校祭
- 10月 - 学力テストB（3年）、中間テスト（3年）
- 11月 - 学力テストC（3年）、学力テスト（1・2年）、三者懇談（3年）、中間テスト（1・2年）
- 12月 - 学力テスト模試（3年）、2学期終業式、冬季休業
- 1月 - 3学期始業式、スキー教室（1・2年）
- 2月 - 学力テスト（1・2年）、期末テスト（1・2年）
- 3月 - 卒業式、修了式、学年末休業

## 部活動
全国大会のみ掲載。
体育部
- 野球部
  - 全国中学校軟式野球大会 出場（2008年）[2]
- サッカー部
  - 全国中学校サッカー大会 出場（1986年）[2]
- 男子バスケットボール部
- 女子バスケットボール部
  - 全国中学校バスケットボール大会 出場（1984年 - 1986年）、ベスト8（1984年）[2]
- 男子バドミントン部
  - 全国中学校バドミントン大会
    - 男子ダブルス 出場（2007年 - 2010年）、ベスト8（2010年）[2]
    - 男子団体 出場（2008年 - 2010年）[2]

  - アジアユースバドミントン選手権大会 出場（2007年）[2]
  - 全日本ジュニアバドミントン大会 出場（2008年）[2]
- 女子バドミントン部
  - 全国中学校バドミントン大会 女子個人出場（2006年 - 2007年）[2]
- 男子卓球部
- 女子卓球部
- 男子ソフトテニス部
  - 全国中学校ソフトテニス大会 出場（2001年 - 2003年）[2]
- 女子ソフトテニス部
- 柔道部
  - 全国大会出場（1985年）[2]

文化部
- 合唱部
  - こども音楽コンクール
    - 中学校重唱部門 全国大会出場（2007年）[2]
    - 中学校合唱部門 全国大会出場（2008年）[2]
- 美術部

個人
- スキー
  - 全国中学校スキー大会アルペンスキー 大回転優勝（2009年 - 2011年）、回転優勝（2010年 - 2011年）、回転6位（2009年）[注 1][2]
  - アルペンジュニア世界選手権 出場（2011年）[2]
- レスリング
  - 全国中学生レスリング選手権大会 優勝（1989年 - 1990年）[2]
  - レスリング世界カデット選手権 5位入賞（1989年）[2]
- 空手
  - 全国空手道選手権大会 形の部 優勝（2003年）[2]
  - 全国中学校空手道選手権大会 形の部 女子団体出場（2004年）[2]
  - 世界空手道選手権大会 形の部 優勝（2004年）、4位（2004年）[2]
- 陸上
  - 全国大会出場（1985）[2]

## 通学区域
通学区域は以下の通り。
- 東光1条4丁目 - 10丁目
- 東光2条4丁目 - 10丁目
- 東光3条4丁目 - 10丁目
- 東光4条5丁目 - 10丁目
- 東光5条5丁目 - 6丁目
- 東光5条10丁目
- 東光6条5丁目 - 6丁目
- 東光6条10丁目
- 東光7条5丁目 - 6丁目
- 東光7条10丁目
- 東光8条5丁目 - 6丁目
- 東光8条10丁目
- 東光9条5丁目 - 6丁目
- 東光9条10丁目
- 東旭川町下兵村111番地 - 117番地
- 東旭川町共栄92番地
- 東旭川町共栄98番地 - 113番地
- 東旭川町共栄115番地 - 126番地
- 東旭川町共栄191番地 - 208番地
- 東旭川町共栄212番地 - 226番地
- 東旭川町共栄228番地
- 東旭川町共栄285番地 - 304番地

- 豊岡1条5丁目 - 10丁目
- 豊岡2条5丁目 - 10丁目
- 豊岡3条5丁目 - 10丁目
- 豊岡4条4丁目 - 10丁目（4丁目2番 - 3番、10丁目1 - 3番、8番 - 11番）
- 豊岡5条4丁目 - 9丁目（4丁目1番、3番 - 4番）
- 豊岡6条4丁目 - 9丁目（4丁目5番 - 10番）

## 出身小学校
校区によって出身小学校が異なる。
- 旭川市立東栄小学校
- 旭川市立共栄小学校
- 旭川市立愛宕小学校
- 旭川市立愛宕東小学校

## 交通アクセス
バス
- 旭川電気軌道「豊岡4の6」停留所下車、徒歩4分。

## 著名な出身者
- 安藤麻（アルペンスキー選手）- 2022年、北京オリンピック 出場。
- 音尾琢磨(芸能人、役者)-1990年
- 白石和彌(映画監督)-1989年